# Lluç
El lluç és el nom comú de diversos peixos de mar, de l'ordre dels gadiformes.

## Descripció
Mesura de 80 a 130 cm de longitud, té el cos allargat i comprimit lateralment. És de color marró o negre a la part superior, grisa als flancs i argentat en la regió ventral. Viu al Mediterrani, Atlàntic i Pacífic sud. Aquests peixos realitzen dos tipus de migracions: una de caràcter diari, ascendint durant la nit a les capes superiors del mar per a alimentar-se i descendint durant el dia. La segona és de tipus estacional, relacionada al cicle reproductiu de cada espècie.

## Taxonomia
Família Merlucciidae
- Lluç europeu (Merluccius merluccius)
- Lluç austral (Merluccius australis)
- Lluç argentí (Merluccius hubbsi)
- Lluç xilè (Merluccius gayi gayi)

Família: Macruronidae
- Lluç de cua (Macruronus magellanicus)

Família: Nototheniidae
- Lluç negre (Dissostichus eleginoides)